# Giardino fisico

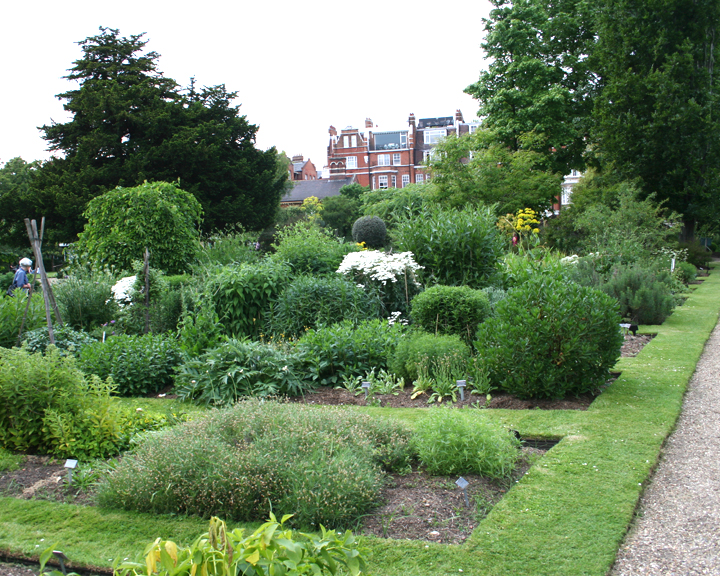
Il Chelsea Physic Garden, fondato a Londra nel 1673 come "Garden of the Society of Apothecaries" e in origine situato a Westminster. Da Westminster venne poi spostato Chelsea nel 1676.

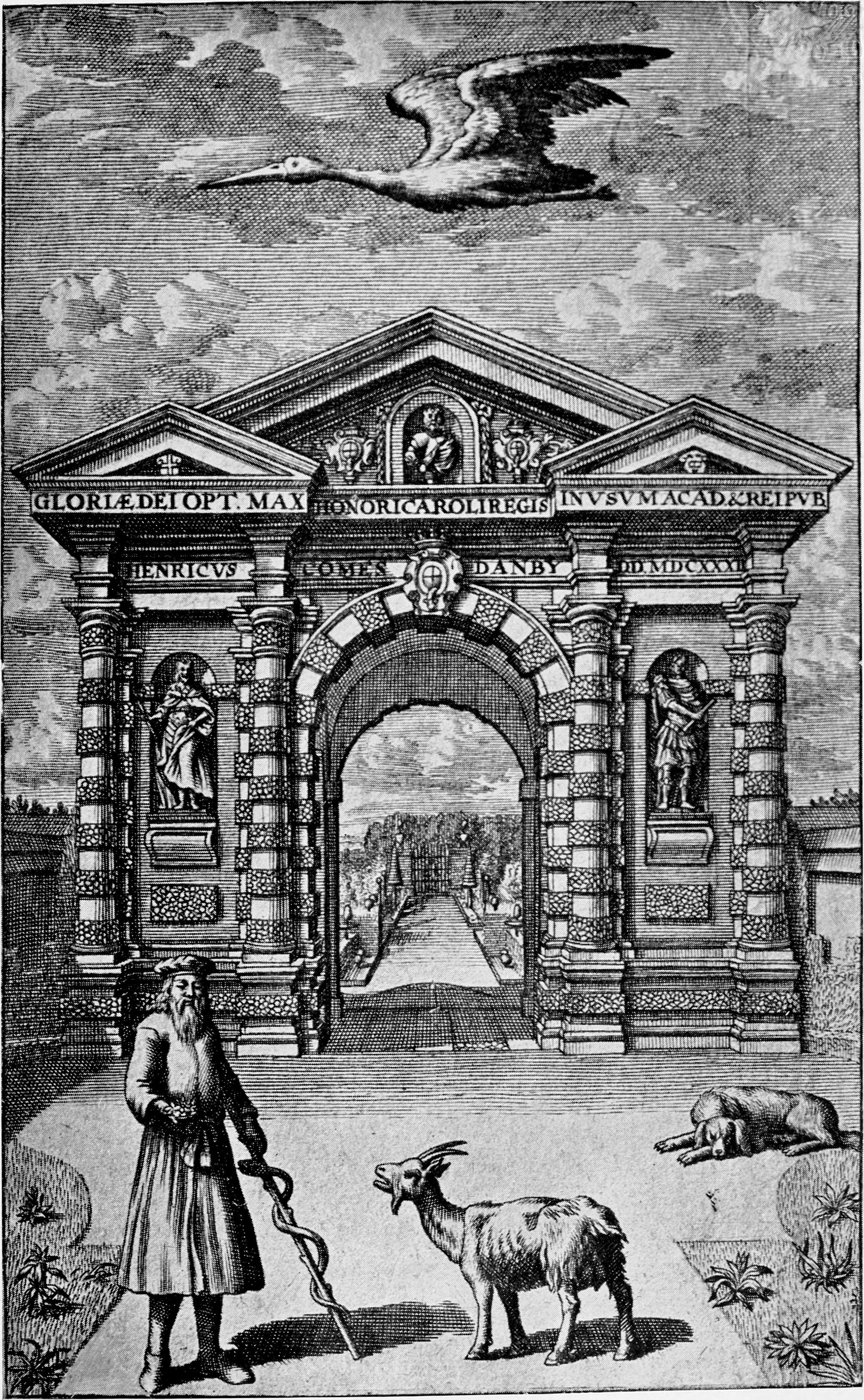
Grande portale del Physic Garden, Oxford.

Un giardino fisico era un terreno dove venivano coltivante piante e erbe medicinali. Da esso si sviluppò poi il giardino botanico.

## Storia
I giardini botanici moderni sono stati preceduti dai giardini fisici medievali che ebbero origine al tempo dell'imperatore Carlo Magno. I giardini di questo tipo comprendevano diverse varietà di piante ed erbe medicinali e venivano chiamati herbularis o hortus medicus in lingua latina. Papa Nicola V nel 1447 diede disposizione affinché parte dei giardini vaticani venisse adibita alla coltivazione di piante medicinali da utilizzarsi per promuovere l'insegnamento della botanica, e questo fu un precursore dei giardini dell'Università di Padova e Pisa fondati negli anni 1540. Certamente la fondazione di molti dei primi orti botanici fu promossa dai membri della professione medica. Il naturalista William Turner creò dei giardini fisici a Colonia, Wells e a Kew; scrisse inoltre a Lord Burleigh raccomandandogli la creazione di un giardino fisico presso la Cambridge University. L'Herball, or Generall Historie of Plantes dell'erborista John Gerard fu detto un catalogo ragionato di giardini fisici, sia pubblici che privati, istituiti in tutta Europa. Elencava le 1 030 piante presenti nel suo giardino fisico di Holborn e fu il primo catalogo del genere ad essere stampato. Il giardino botanico dell'Università di Oxford, fondato da Henry Danvers I conte Danby, con Jacob Bobart il Vecchio come soprintendente, data al 1632. A Westminster, poi trasferito a Chelsea, i farmacisti fondarono il Chelsea Physic Garden nel 1673, del quale fu direttore Philip Miller, autore di The Gardeners Dictionary. Dal 1676, la posizione di "Keeper of the Physic Garden" venne assunta dal professore di botanica dell'University of Edinburgh.
Fra i primi giardini fisici si annoverano:
- 1334, Venezia e Salerno (Giardino della Minerva), fondati da Matteo Silvatico
- 1544, Orto botanico di Pisa, fondato da Cosimo de' Medici, con Luca Ghini e Andrea Cesalpino come primi due direttori
- 1545, Padova
- 1547, Orto botanico di Bologna, fondato da Luca Ghini
- 1560, Zurigo, fondato da Conrad Gessner
- 1570, Parigi
- 1577, Leida, sotto la direzione di Carolus Clusius
- 1580, Lipsia
- 1593, Montpellier, fondato da Enrico IV